# NGC 2967
NGC 2967 est une galaxie spirale située dans la constellation du Sextant. NGC 2967 a été découverte par l'astronome germano-britannique William Herschel en 1784.

## Caractéristiques
La classe de luminosité de NGC 2967 est III et elle présente une large raie HI.

### Distance
Sa vitesse par rapport au fond diffus cosmologique est de 2 218 ± 24 km/s, ce qui correspond à une distance de Hubble de 32,7 ± 2,3 Mpc (∼107 millions d'al).
À ce jour, cinq mesures non basées sur le décalage vers le rouge (redshift) donnent une distance de 23,460 ± 4,224 Mpc (∼76,5 millions d'al), ce qui est légèrement à l'extérieur des valeurs de la distance de Hubble. Notons cependant que c'est avec la valeur moyenne des mesures indépendantes, lorsqu'elles existent, que la base de données NASA/IPAC calcule le diamètre d'une galaxie et qu'en conséquence le diamètre de NGC 2967 pourrait être d'environ 30,1 kpc (∼98 200 al) si on utilisait la distance de Hubble pour le calculer.

### Luminosité dans l'infrarouge
La luminosité de la galaxie NGC 2967 dans l'infrarouge lointain (de 40 à 400 µm)  est égale à 1,45 × 1010 {\displaystyle L_{\odot }} (1010,16{\displaystyle L_{\odot }}) et sa luminosité totale dans l'infrarouge (de 8 à 1 000 µm) est de 2,04 × 1010 {\displaystyle L_{\odot }} (1010,31{\displaystyle L_{\odot }}).

## Galaxies satellites
Le relevé astronomique SAGA destiné à la recherche de galaxies satellites en orbite autour d'une autre galaxie a permis de confirmer la présence d'une galaxie satellite, et peut-être d'une deuxième, pour NGC 2967.

## Trou noir supermassif
Selon un article basé sur les mesures de luminosité de la bande K de l'infrarouge proche du bulbe de NGC 2967, on obtient une valeur de 106,7 {\displaystyle M_{\odot }} (5,0 millions de masses solaires) pour le trou noir supermassif qui s'y trouve.

## Supernova
La supernova SN 2010fz a été découverte dans NGC 2967 le 9 juillet 2010 par l'astronome amateur sud-africain Berto Monard. Cette supernova était de type Ia.

## Groupe de NGC 2967
NGC 2967 fait partie d'un groupe de galaxies qui porte son nom. Le groupe de NGC 2967 comprend au moins huit autres galaxies : UGC 5228, UGC 5238, UGC 5242, NGC 3018, NGC 3023, MCG 0-25-24, UGC 5224 et UGC 5249. Richard Powell sur son site « Un Atlas de l'Univers » mentionne aussi ce groupe, mais avec une liste de seulement 5 galaxies. Les galaxies UGC 5242, NGC 3018 et MCG 0-25-24 ne sont pas sur cette liste.